# Волочаевская улица (Казань)
Волочаевская улица (тат. Волочаевка урамы, Voloçayıfka uramı) — улица в Советском районе Казани, в историческом районе Клыковка.  

## География
Начинаясь от перекрёстка с Гвардейской улицей, заканчивается пересечением с улицей Шуртыгина; продолжение улицы пересекается с улицей Седова. Ближайшие параллельные улицы ― Курская и Спортивная.

## История
Возникла в первой половине 1950-х годов в северо-восточной части Клыковской стройки и была застроена малоэтажными многоквартирными домами, в основном ведомственными.  Название — по селу Волочаевка, около которого в 1922 году произошло одно из крупнейших сражений заключительной части Гражданской войны.
В 1990-е – начале 2000-х все жилые дома, за исключением дома № 1, были снесены во время программы ликвидации ветхого жилья, на их месте были построены 9–10-этажные дома, причём дома №№ 4 и 6 были построены поперёк улицы.
С момента возникновения улицы административно относилась к Советскому (до 1957 года Молотовскому) району.

## Объекты
- № 1 — жилой дом фабрики «Заря».[10]
- № 2, 4, 6, 8 — жилые дома комбината строительных материалов (снесены).[11]
- № 3 — жилой дом мехобъединения (снесён).[12]
- № 10, 12/46 — жилые дома завода «Теплоконтроль» (снесены).[11]
- № 15 — в позднесоветский период в этом здании располагалась станция техобслуживания ПО «Татавтотехобслуживание».[13][14] В 1990-е годы контролировалась одной из бригад ОПГ «Хади Такташ», которая получила название «Волочаевские» по названию улицы, на которой она расположена.[15][16]

## Транспорт
Общественный транспорт по улице не ходит. Ближайшие остановки общественного транспорта — «Аделя Кутуя» (автобус, троллейбус, трамвай) в районе пересечения улиц Аделя Кутуя и Гвардейской. 